# Provinz Kushiro

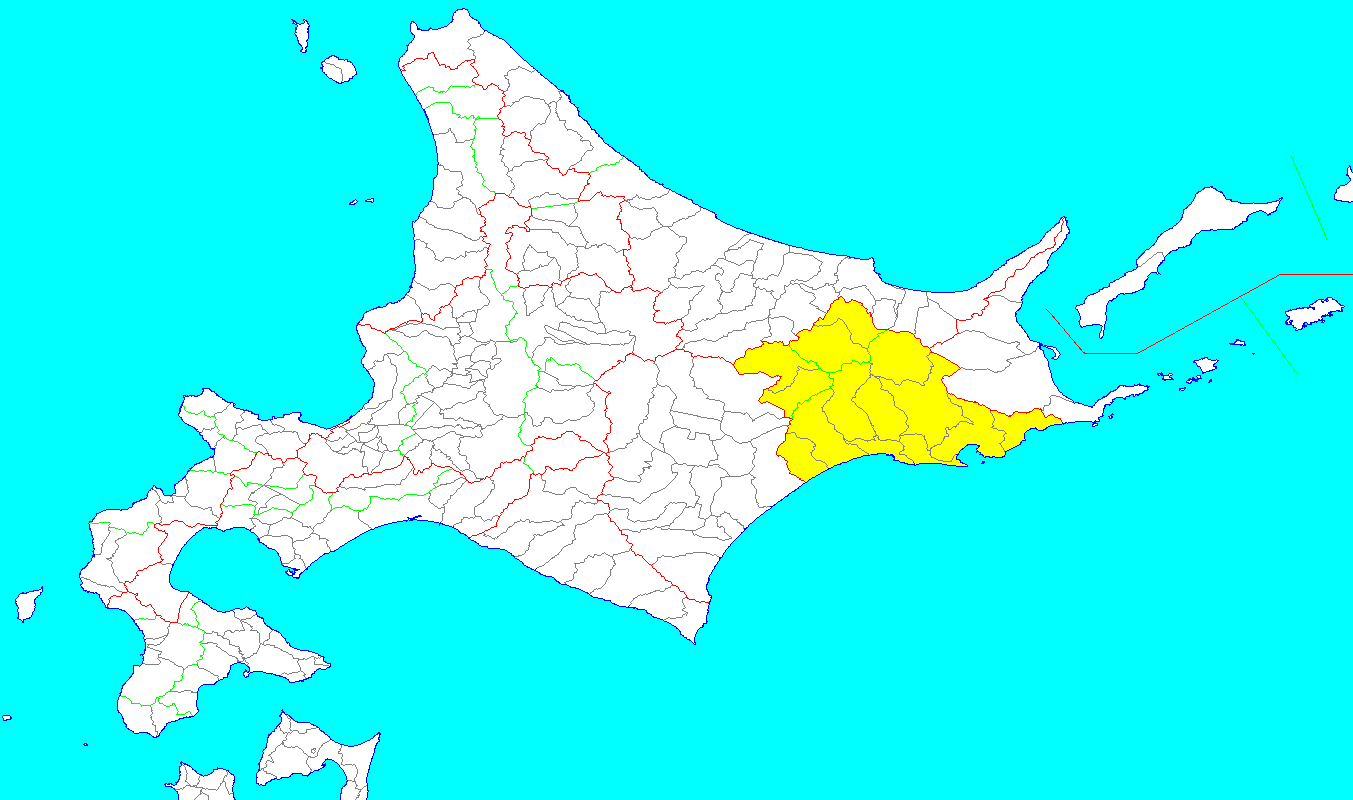
Provinz Kushiro

Kushiro (jap. 釧路国, Kushiro no kuni) war eine kurzlebige Provinz Japans auf der Insel Hokkaidō. Ihr Gebiet entspricht der heutigen Unterpräfektur Kushiro und einem Teil der Unterpräfektur Tokachi.

## Geschichte
Am 15. August 1869 wurde die sieben Landkreise (郡, gun) umfassende Provinz Kushiro gegründet, zusammen mit den anderen Provinzen Hokkaidōs. Die Volkszählung von 1872 ergab 1.734 Einwohner (Japaner, ohne die einheimischen Ainu). Im Jahr 1882 schaffte die Zentralregierung die Provinzen in Hokkaidō ab.

## Landkreise
Die Provinz Kushiro umfasste folgende Landkreise (gun):
- Abashiri (網尻郡)
- Akan (阿寒郡)
- Akkeshi (厚岸郡)
- Ashoro (足寄郡)
- Kawakami (川上郡)
- Kushiro (釧路郡)
- Shiranuka (白糠郡)